# Уманьводоканал
Уманьводоканал (Уманське комунальне підприємство «Уманьводоканал», КП «Уманьводоканал») — міський монополіст у сфері водопостачання та водовідведення, комунальне підприємство, що перебуває у власності територіальної громади міста Умань. Централізованим водопостачанням користуються майже 78 тис. жителів міста Умань. Забезпечення водою здійснюється зі свердловин Уманського родовища підземних вод, Олександрівського водосховища та водогону «Біла Церква — Умань» із річки Рось.
Адмінбудинок знаходиться за адресою 20300, м. Умань, вулиця Залізняка, 16.

## Історія
- 1902 — рік заснування
- 1906 — утворення «Товариства Уманського водопроводу»
- 1910 — введено в експлуатацію водопровідні насосні станції «Міщанка», «Гусаківка», «Софіївка»
- 1934 — побудовано водонасосну станцію Олександрівського водозапору
- 1937 — побудовано новоуманські каналізаційні очисні споруди на 1 тис. куб. м/добу
- 1954 — розширення очисних споруд до 3 тис. куб. м/добу
- 1964 — проведено реконструкцію Олександрівського водозапору та збудовано водосховище площею 58 га об'ємом 2,8 млн куб м. води
- 1964 — побудовано насосну станцію другого підйому по вул..Горького
- 1967—1972 — освоєна Городецька ділянка Уманського родовища підземних вод
- 1974 — Збудовано Собківські каналізаційні очисні споруди потужністю 12 тис. м³/добу
- 1975 — введена в дію Піківецька ділянка родовища підземних вод
- 1984 — побудовано каналізаційну насосну станцію по вул. Челюскінців
- 1988 — проведено реконструкцію каналізаційної насосної станції по вул. Чапаєва
- 1988 — введено в експлуатацію водогін «Біла Церква — Умань» з гідротехнічними спорудами
- 1989 — реконструкція каналізаційних очисних споруд потужністю 24 тис. куб. м/добу
- 1996 — побудовано нову водонасосну станцію «Софіївка» по вул. Фурманова
- 1997-2001 — реконструкція каналізаційних очисних споруд потужністю 36 тис. куб. м/добу
- 2001 — реконструкція хлораторної Уманського господарсько-питного водопроводу в м. Біла Церква
- 2003—2009 — реконструйовано 3,47 км каналізаційних колекторів 2,06 км водогонів Біла Церква — Умань та Піківецького. Прокладено 8,25 км водогонів по вул. Шевченка — Пушкіна, вул. Заводська — Західна, вул. Дерев'янка, зав. Суворова — Герцена. За дольовою участю населення прокладено 3,2 км вуличних водопровідних мереж, водопровід в р-н «Лиса гора» — 1,2 км.

## Техніко-економічні показники
- Одиночна протяжність мереж — 351,4 км (205,4 — водопроводи та 132,6 — вуличні мережі)
- Внутрішньоквартальні та внутрішньодворові мережі — 13,4 км
- Внутрішньорозбірні колонки — 502 шт.
- Артезіанські свердловини — 26 шт.
- Виробнича потужність насосних станцій — 24 тис. м³/добу
- Витрати електроенергії — 6 млн кВт·год
- Водонасосні станції — 9 шт.

## Водовідведення
- Одиночна протяжність каналізаційних мереж — 74,6 км (39,9 — головні колектори, 22 км — вуличні каналізаційні мережі, 12,7 км — внутрішньоквартальні та внутрішньодворові мережі)
- Пропускна спроможність очисних споруд — 36 тис. куб. м/добу
- Витрати електроенергії — 6,7 млн кВт·год
- Каналізаційні насосні споруди — 5 шт.

## Зображення

Адмінбудинок
Актова зала на 3-му поверсі